# Plazmalogen
Plazmalogeni su tip etarskih fosfolipida, koji je osoben po prisustvu vinil etarske veze u sn-1 poziciji i estarske veze u sn-2 poziciji. Kod sisara, sn-1 pozicija je tipično izvedena iz C16:0, C18:0, ili C18:1 masnih alkohola, dok je sn-2 pozicija uglavnom popunjena polinezasićenim masnim kiselinama. Najčešće čeone grupe prisutne u plazmalogenima sisara su etanolamin (plazmaniletanolamini) ili holin (plazmenilholini).
Biogeneza plazmalogena odvija se u peroksizomima.

## Patologija
Jedan od najozbiljnijih peroksizomalnih poremećaja je Zelvegerov sindrom, koji predstavlja smanjenu funkciju ili potpuno odsustvo peroksizoma. Smanjena funkcija je posledica mutacija na proteinima membrane peroksizoma..
Jedan vid ove bolesti ogleda se u deficijenciji enzima koji učestvuju u sintezi plazmalogena. Kako je plazmalogen jedna od ključnih komponenta u proizvodnji mijelina, Zelvegerov sindrom dovodi do dismijelinizacije i neurodegenerativnog aspekta ove bolesti.

## Spoljašnje veze
- Plasmalogens на 